# Lorostemon bombaciflorus
Lorostemon bombaciflorus är en tvåhjärtbladig växtart som beskrevs av Adolpho Ducke. Lorostemon bombaciflorus ingår i släktet Lorostemon och familjen Clusiaceae. Inga underarter finns listade i Catalogue of Life.